# Календар на маите
Календа́рът на ма́ите е система от календари, създадени от цивилизацията на маите, в предколумбова Централна Америка. Той е използван и от други централноамерикански народи — ацтеки, толтеки и др.
Първоначално маите имат календар от 260 дни в годината. Броенето става с две въртящи се едно от друго зъбчати колела. С течение на времето добавят и трето зъбно колело, с което годината добива 365 дни. Разделението на тези дни е на 18 месеца със съответно 20 дни и един месец ‘’Уайеб’’ с 5 дни. Всичко заедно дава една „приблизителна година“ от (18 x 20) + (1 x 5) = 365 дни. Четвърт денят, който остава при високосни години, се пренебрегва от маите.
Трите зъбни колелета показват как се променя датата. Показаната дата е 4. Ахау 8. Цумко. След 4 дни е 8. Кан 12. Цумко. Минават 52 „приблизителни години“, докато настъпи отново същата дата. За ежедневието това е достатъчно, но не и за писане на история. В противен случай, това би означавало смяната на политическата система през 1944 г. и инфлацията през 1996 г. да бъдат в една и съща година.
За да избегнат това, маите е трябвало да измислят нещо друго. Началото на новото време, „нулевата точка на историческото зъбно колело“ за маите започва на 2. Ахау 8. Цумко и съответства на 11. август 3114 пр. Хр. Това 0.0.0.0.0. е началото на последния възголям цикъл на времето, който свършва на 21 декември 2012 г. Всеки голям цикъл е разделен на по-малки цикли, като се използват столетия, десетилетия и пр. Дадена дата се състои от числова редица, чието първо число е броят на най-големите цикли от началото (0.0.0.0) на възголемия цикъл (подобно на столетия, но по майската система). Следват по-малките цикли и накрая всичко се отнася към цикъла от 52-те „приблизителни години“. Например при датата: 9.15.4.6.4.8.Кан 17. Муан, първите 5 цифри означават следното:
| 9 цикли от 144 000 дни | = 1 296 000 дни |
| 15 цикли от 7200 дни   | = 108 000 дни   |
| 4 цикли от 360 дни     | = 1440 дни      |
| 6 цикли от 20 дни      | = 120 дни       |
| 4 цикли от 1 ден       | = 4 дни         |
| Сума:                  | 1 405 564 дни   |

от началото на възголемия цикъл (11. август 3114 пр. Хр.) Това отговаря на 29 ноември 735 г.